# Marie-Claude Smouts
Marie-Claude Smouts, née en 1941, est une politologue française.

## Biographie
Marie-Claude Smouts est habilitée à diriger des recherches.
Elle est directrice de recherche émérite au CNRS. Elle a enseigné les relations internationales à l'Institut d'études politiques de Paris à partir de 1989.

## Distinction
- Médaille d'argent du CNRS (2000)[6]

## Ouvrages
- Marie-Claude Smouts (dir.), Les nouvelles relations internationales : pratiques et théories, Presses de Sciences Po, coll. « Références », 1998, 409 p. (ISBN 978-2-7246-0755-0)
- Bertrand Badie et Marie-Claude Smouts, Le retournement du monde : Sociologie de la scène internationale (3e édition), Paris, Presses de la Fondation Nationale des Sciences Politiques, coll. « Amphithéâtre », 1999, 238 p. (ISBN 2-247-03672-4)
- Marie-Claude Smouts, Forêts tropicales, jungle internationale : Les revers de l’écopolitique mondiale, Presses de Sciences Po, coll. « Références », 2001, 349 p. (ISBN 978-2-7246-0852-6)
- Marie-Claude Smouts (dir.), La situation postcoloniale : Les postcolonial studies dans le débat français, Paris, Presses de Sciences Po, coll. « Références », 2007, 456 p. (ISBN 978-2-7246-1040-6)
- Guillaume Devin et Marie-Claude Smouts, Les organisations internationales, Armand Colin, coll. « Science politique », 2011, 256 p. (lire en ligne)
- Dario Battistella, Franck Petiteville, Marie-Claude Smouts et Pascal Vennesson, Dictionnaire des relations internationales, Dalloz, 2012, 572 p.